# Louis Ier de Bourbon-Vendôme
Louis Ier de Bourbon, né en 1376 et mort le 21 décembre 1446 à Tours, comte de Vendôme (1393–1446), fils de Jean de Bourbon, comte de la Marche, et de Catherine de Vendôme comtesse de Vendôme et de Castres. Il est un descendant à la 5e génération en lignée masculine du roi Saint-Louis et l'ancêtre également à la 5e génération en lignée masculine du roi Henri IV de France. Il exerça des fonctions importantes sous le règne de Charles VII, et fut un compagnon d'armes de Jeanne d'Arc.

## Biographie

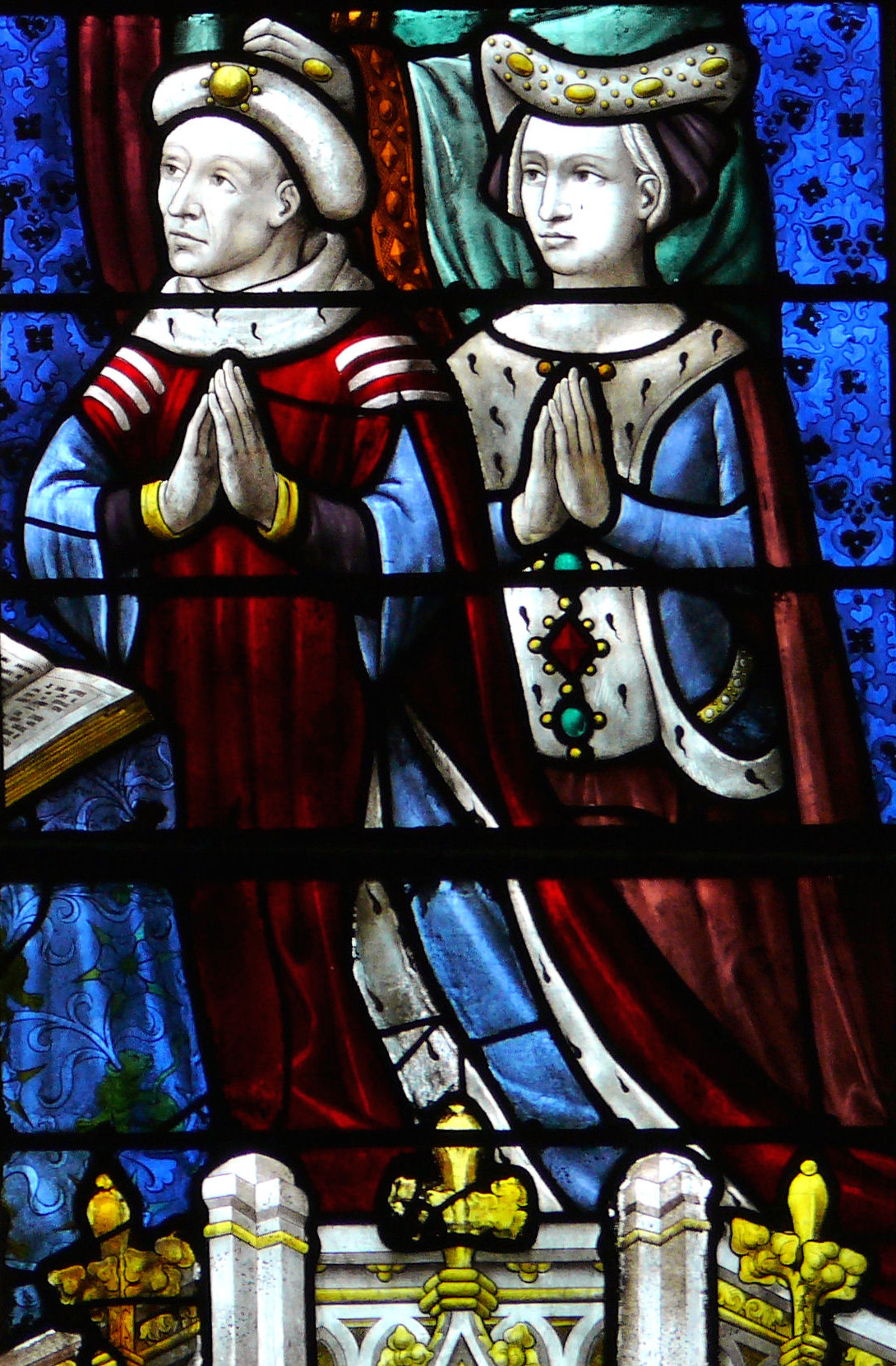

### Origines familiales
Louis est le second fils de Jean Ier de Bourbon-La Marche, comte de La Marche, fils de Jacques Ier de Bourbon-La Marche connétable de France, descendant de Saint-Louis et de Jeanne de Châtillon-St-Pol. Sa mère est Catherine de Vendôme, comtesse de Vendôme et de Castres fille de Jean VI de Vendôme comte de Vendôme et de Castres et de Jeanne de Ponthieu.

### Règne deCharles VI
En 1393, à la mort de son père, son frère aîné Jacques hérite des comtés de la Marche et de Castres. Sa mère l'associe au gouvernement du comté de Vendôme, puis le laisse seul comte en 1403. En 1406, il rachète Mondoubleau qu'il rattache au comté (son petit-fils François fera de même de Saint-Calais en 1491).
Louis connu la prison à plusieurs reprises, fait prisonnier par les Bourguignons en 1407, il est de nouveau fait prisonnier, cette fois par son frère Jacques II de Bourbon-La Marche en 1412-1413.
Il est nommé trois fois ambassadeur, la première fois en 1413, la femme de son suzerain le duc d’Anjou, Yolande d’Aragon, l’envoya vers Ferdinand d'Antequera en tant qu’ambassadeur pour faire reconnaître les droits de cette dernière sur la couronne d’Aragon mais sans succès.
En 1414, il épousa Blanche de Roucy.
Proche du duc d'Orléans, durant la guerre civile, il multiplia les offices au service de la couronne. Il est Grand chambellan de France en 1408, et souverain maître de l'hôtel du roi de 1413 à 1418.
À la bataille d'Azincourt en 1415, Louis dirige l'aile droite  des troupes composé d'homme d'armes, il y est fait prisonnier par les Anglais  en 1415, cette troisième captivité dura jusqu’en 1421-1424. Période où il aura une maîtresse, Sybille de Boston dont il eut un fils naturel, Louis de Bourbon appelé le bâtard de Vendôme. Pendant ce temps, le duc de Bedford attribue le comté de Vendôme à un de ses capitaines, Robert de Willughby. Sa femme, la comtesse Blanche de Roucy, meurt sans postérité avant son retour de captivité.

### Règne deCharles VII
De retour en France en 1422, il rejoint le roi Charles VII à Poitiers.
Il se remarie le 24 août 1424 à Rennes avec Jeanne de Laval.
Selon Jean Pasquerel, confesseur de Jeanne d'Arc, c'est le comte de Vendôme qui aurait conduit la Pucelle dans la salle où se trouvait le roi pour leur première rencontre à Chinon.
Il participe à la libération d'Orléans en 1428 avec Jeanne d'Arc, il représenta l'un des pairs laïcs au sacre de Charles VII à Reims. Il commandera à la bataille de Jargeau, ainsi qu'à celle de Montépilloy. Durant la reconquête du royaume, il fut gouverneur de Picardie de Champagne et de Brie.
Louis est présent à la signature du traité d'Arras (1435), dont-il mène la délégation de négociateurs avec le duc de Bourbon, le maréchal de La Fayette, le connétable Arthur de Richemont, l'archevêque de Reims et Christophe d'Harcourt, et la Bourgogne, conduite par le duc Philippe de Bourgogne en personne, elle réunit l'empereur Sigismond de Luxembourg, le médiateur Amédée VIII de Savoie, une délégation anglaise, des représentants du Pape, ainsi que les représentants des rois de Pologne, de Castille et d'Aragon.
En 1436, il est chargé de mener au château de Tours, Marguerite Stuart qui y épousa le futur Louis XI
Il fut un négociateur de premier ordre lors des États généraux de 1439 tenu à Orléans où, avec Jacques Jouvenel des Ursins, il prône la paix.
Il fut un prince fidèle à Charles VII, mais trouvant la nouvelle entente entre armagnac et bourguignon négative pour ses intérêt, il prit part à La Praguerie, mais d’une manière peu prépondérante permettant l’indulgence de Charles VII
Il est envoyé en ambassade en Angleterre en 1445, et décède le 16 décembre 1446 à Tours, avant d'être inhumé dans la  collégiale Saint-Georges de Vendôme.

### Le bâtisseur
Louis fut le commanditaire de plusieurs construction dans son comté de Vendôme. Il fait des travaux d'embellissement dans le donjon de son château de Lavardin, ainsi que dans son château de Montoire.
Il est aussi à l'origine de la construction de la chapelle Vendôme à la cathédrale de Chartres et de la fondation du couvent des Augustins de Montoire

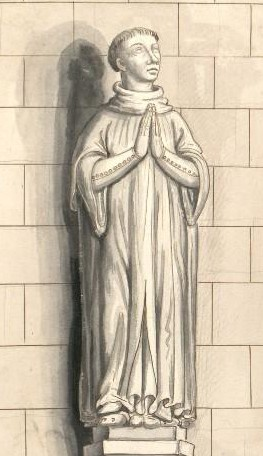
dessin d'une statue le représentent à la chapelle de Vendôme à Chartres, collection Gaignière

## Enfants

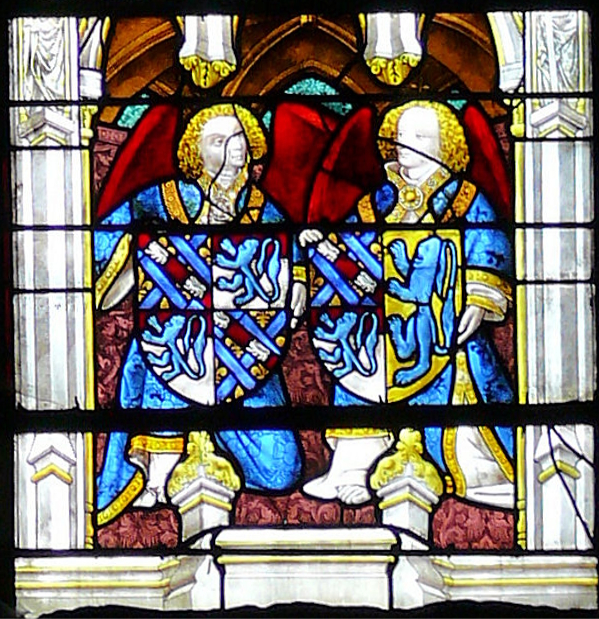
Chartres-Chapelle Vendôme, Armes de Louis de Bourbon-Vendôme et Blanche de Roucy.

Il épouse en premières noces le 21 décembre 1414 Blanche de Roucy, fille de Hugues II de Pierrepont, comte de Roucy, et Blanche de Coucy, et qui meurt le 22 août 1421 sans postérité.
Il se remarie le 24 août 1424 à Rennes avec Jeanne de Laval (octobre 1405 – Lavardin, 18 décembre 1468) (Dame de Campzillon), fille de Guy XIII de Montfort, sire de Laval, et d'Anne de Laval :
- Jean VIII (1428–1477), comte de Vendôme
- Catherine (née en 1425, morte jeune)
- Gabrielle (née en 1426, morte jeune – pourrait être Catherine)

Pendant sa captivité, il a d'une anglaise, Sibylle Boston, Jean de Bourbon (1420 † 1496), seigneur de Préaux, Vaussay et Bonneval sur Braye, bâtard de Bourbon, qui rend à son demi-frère Jean VIII de grands et loyaux services ; il marie entre 1451 et 1469 Jeanne, fille de Florent d'Illiers, de la Maison de Montoire.

## Titres
- Comte de Vendôme
- Comte de Chartres
- Seigneur d'Épernon
- Seigneur de Mondoubleau
- Seigneur de Bréthencourt
- Seigneur de Rémalard

## Descendance de Saint-Louis à Henri IV
- Louis IX Saint Louis
  - Robert de Clermont
    - Louis Ier de Bourbon
      - Jacques Ier de Bourbon-La Marche
        - Jean Ier de Bourbon-La Marche
          - Louis Ier de Bourbon-Vendôme
            - Jean VIII de Bourbon-Vendôme
              - François de Bourbon-Vendôme
                - Charles IV de Bourbon
                  - Antoine de Bourbon
                    -  Henri IV le Grand